# 阿維達貝治足球會
阿維達貝治足球會（瑞典語：Åtvidabergs FF，簡稱ÅFF）是位於瑞典東海岸东约特兰省奥特维达贝里市的足球會，於1907年以「阿維達貝治IF」（Åtvidabergs IF）的名義成立。1935/36年球季前更改現名，現時在瑞典乙組足球聯賽角逐。
阿維達貝治於1970年代進入黃金時期，贏取兩屆瑞典聯賽錦標，擁有如、等名將效力。球隊在頂級聯賽角逐15個球季後，於1982年降班。2009年阿維達貝治在瑞典甲排於米贊比之後取得亞軍席位，於缺席28年後重返頂級聯賽。

## 榮譽
- 瑞典足球超級聯賽
  - 冠軍（2）： 1972年、1973年；
  - 亞軍（2）： 1970年、1971年；

- 瑞典盃
  - 冠軍（2）： 1969–70年、1970/71年；
  - 亞軍（4）： 1946年、1972/73年、1978/79年、2005年；

## 外部連結
- （瑞典文） 阿維達貝治官網 （页面存档备份，存于）